# Volvo 164
Der Volvo 164 war ein PKW-Modell des schwedischen Autoherstellers Volvo, das von Sommer 1968 bis Frühjahr 1975 hergestellt wurde.

## Modellgeschichte

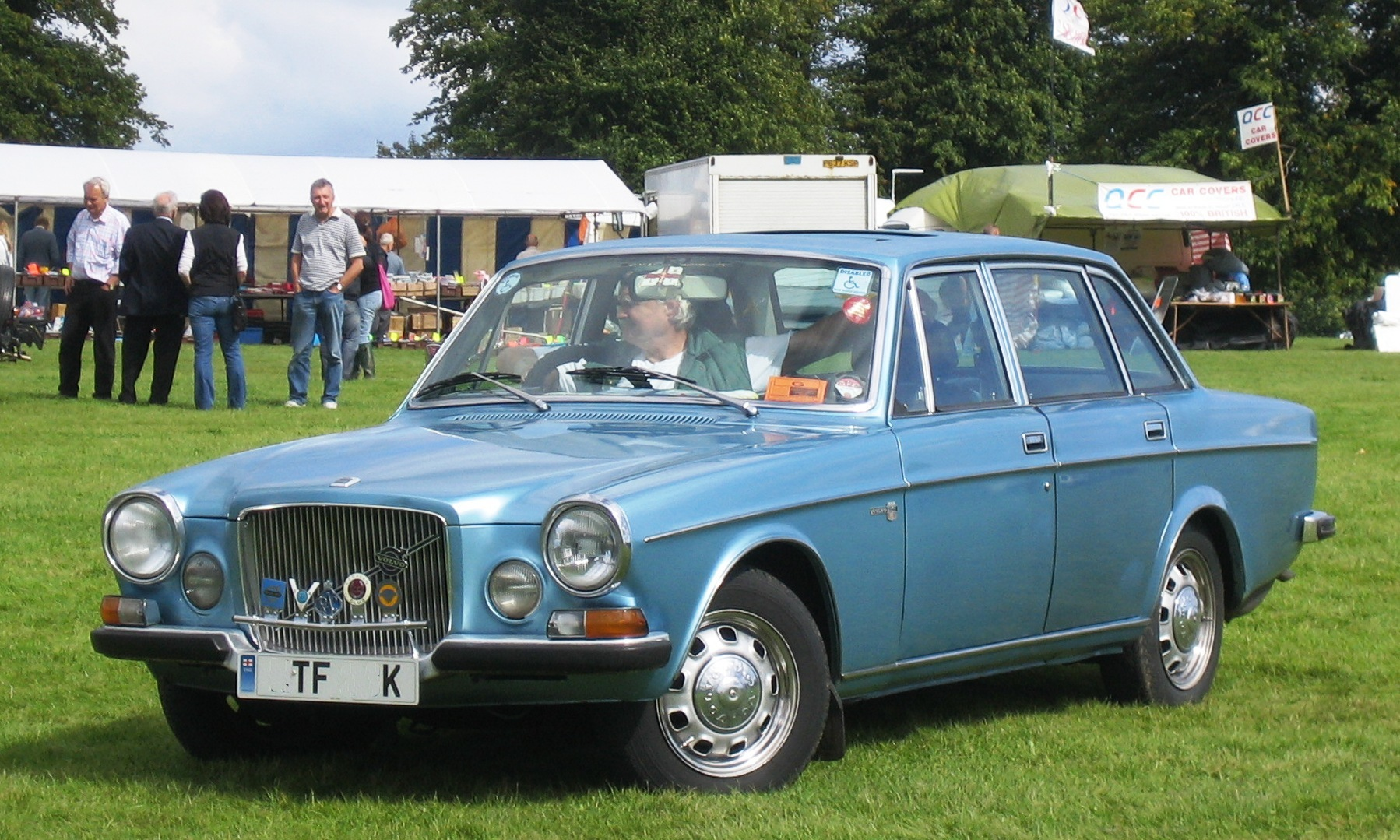
Volvo 164 E

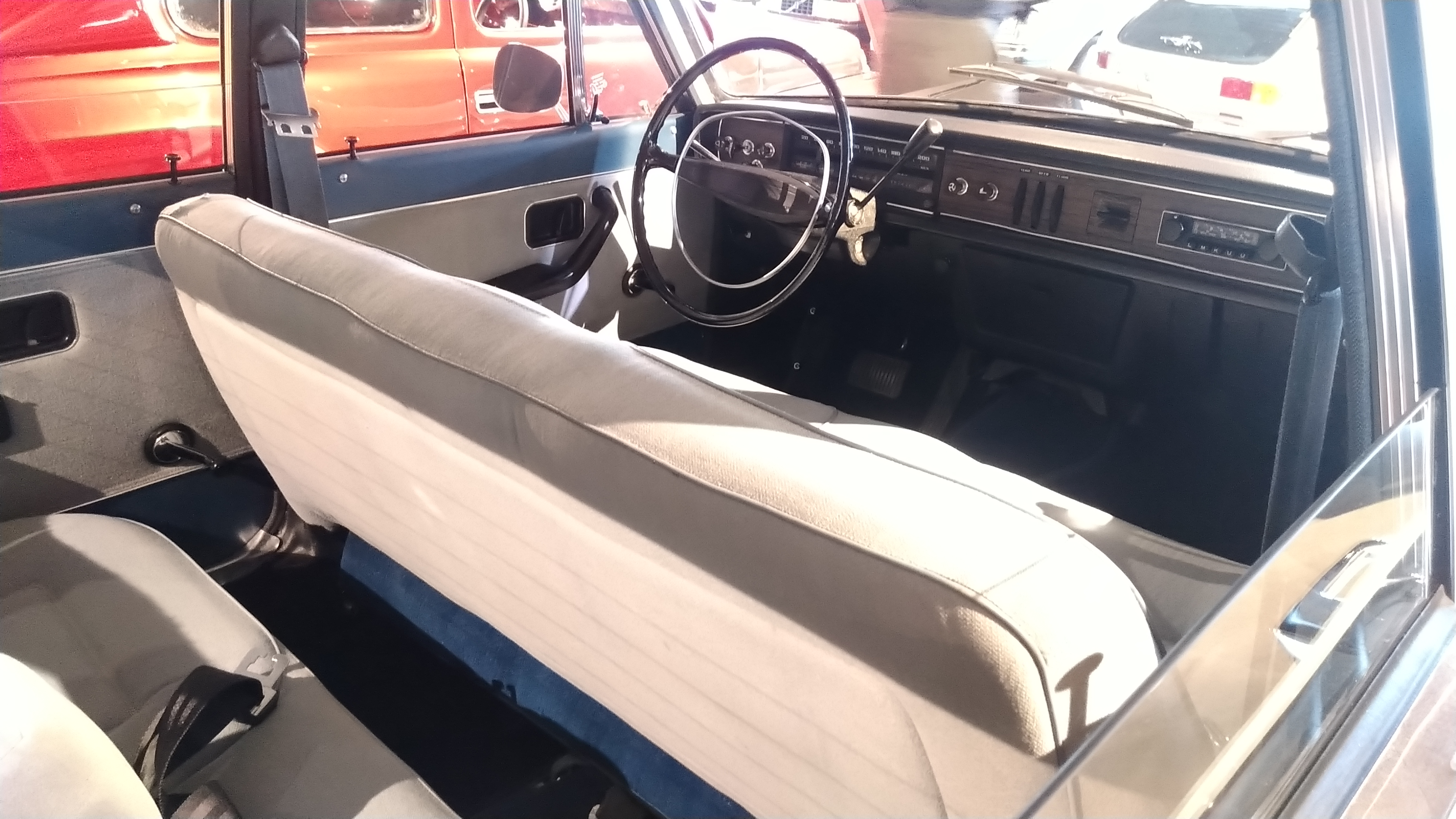
Volvo 164, Interieur

Mit dem Volvo 164 ergänzte Volvo sein Programm um eine luxuriöse Limousine der Oberklasse, nachdem das Unternehmen seit 1958 keine Sechszylinder-Pkw mehr angeboten hatte.
Im Vergleich zum Basismodell Volvo P144 hatte der 164 hinter der A-Säule die gleiche Karosserie, der Radstand war aber verlängert und die Frontpartie verändert, mit der das Fahrzeug repräsentativer wirkte (der Kühlergrill war schmaler und höher, es wurde eine andere Motorhaube verwendet, die Scheinwerfer waren in den Ecken der Kotflügel angeordnet). Der zusätzliche Platz kam allerdings nicht der Fahrgastzelle zugute, sondern ausschließlich dem Motorraum. Es kam ein Reihensechszylinder mit 3,0 Liter Hubraum zum Einsatz, den es in zwei Versionen gab (Motorbezeichnung B 30). Der 164 hatte eine höherwertige Ausstattung und wurde nur als Viertürer angeboten. Er war Volvos erfolgreicher Versuch, mit einem kostengünstig entwickelten und produzierbaren Modell in der nächsthöheren Fahrzeugklasse Fuß zu fassen.
Zuerst bot Volvo den 164 mit dem Vergasermotor B30A mit 96 kW (130 PS) an. Zum Modelljahr 1972 erschien ergänzend der 164E mit dem stärkeren Motor mit Saugrohreinspritzung B30E. Zusätzlich zu diesen zwei Motorausführungen gab es noch eine sehr seltene Dreivergaservariante, die von der Volvo Penta-Marineversion des Motors abgeleitet ist. Der Einspritzmotor verfügte über die D-Jetronic von Bosch und leistete 118 kW (160 PS). Mit diesem leistungsfähigen Motor erreichte der Wagen Beschleunigungswerte von 8,7 Sekunden von 0 auf 100 km/h sowie eine Höchstgeschwindigkeit von 193 km/h. Für den wichtigen US-Markt gab es darüber hinaus eine niedrig verdichtende Ausführung mit umfangreicherer Abgasentgiftung und 107 kW (145 PS). Dieser Einspritzmotor trug die Bezeichnung B30 F.
Der 164 wurde mit umfangreicher Serienausstattung geliefert, die in etwa der "Grand Luxe" genannten höchsten Ausstattungslinie des Volvo 144 entsprach. Eine Ausnahme bildet insoweit das erste Modelljahr 1969. Darüber hinaus gab es zahlreiche Zusatzausstattungen. So wurden viele Fahrzeuge mit Ledersitzen, Schiebedach, Servolenkung, Automatikgetriebe und Klimaanlage geordert.
Ab Modelljahr 1974 wurde auf einigen Märkten (z. B. Deutschland, Großbritannien) zusätzlich die besonders umfangreich ausgestattete Variante "164 TE" angeboten. Diese Fahrzeuge waren serienmäßig u. a. mit Klimaanlage, Ledersitzen, Scheinwerferreinigungsanlage, Stereo-Kassettenradio, Leseleuchten und Kopfstützen im Fond ausgerüstet.
Weiterhin war es auch beim Volvo 164 möglich, ihn mittels GT-Zubehör (später Volvo R-Sport) sportlich aufzurüsten.
Zunächst plante Volvo auch zwei- bzw. fünftürige Karosserieausführungen 162 und 165 von diesem Modell, es blieb jedoch bei wenigen Einzelstücken, Prototypen, Umbauten und Repliken.
Die Ideen von einem "großen", sechszylindrigem Coupé und einem großen Kombi, insbesondere für den US-Markt, wurden erst mit der Nachfolgemodellreihe Volvo 260 zur Serienreife gebracht.
Beim Design, zum Beispiel Frontmaske und Grill, orientiere sich der Volvo 164 an älteren Modellen wie dem nicht verwirklichten Luxuswagen P358 und dem Volvo P1900. Volvos Chefdesigner Jan Wilsgaard hatte über viele Jahre den Wunsch gehegt, eine solche repräsentative Front in einem Auto zu verbauen.
Um den Wagen auch von hinten besser vom Volvo 142/144 unterscheiden zu können, wurden am Fahrzeugheck ein "164"-Schriftzug und zwei waagerechte Zierleisten angebracht.
Der Volvo 164 wurde in Europa im Sommer 1974 durch den Volvo 264 ersetzt. Für den US-Markt wurde der 164 noch ein weiteres Jahr lang produziert, da dort zu jenem Zeitpunkt noch keine Typgenehmigung für den im 264 verwendeten neuen PRV-Motor vorlag.
1975 schrieb Volvo mit dem 164 Technikgeschichte: Er war das erste Serienfahrzeug, das zur Abgasreinigung mit einem Katalysator – damals noch ungeregelt – im Abgasstrang ausgerüstet wurde.
Wie auch die Nachfolgemodelle, wurde bereits der Typ 164 ab 1974 von der Staatsführung der DDR importiert, jedoch noch nicht als Stretchlimousine. 
Von August 1968 bis April 1975 entstanden 153.179 Einheiten des 164. Sein Nachfolger war der Volvo 260.

## Die einzelnen Modelljahrgänge
1969:
Produktionsaufnahme des Modells ab Spätsommer 1968. Die Serienausstattung umfasst noch keine Kopfstützen, nur statische Dreipunktgurte für die vorderen Sitze und keine Zeituhr in der Mittelkonsole. Allerdings ist schon eine zweistufig beheizbare Heckscheibe vorhanden. Technisch verwandt mit der 140er Serie sind die Getriebe M400 (Viergang manuell), M410 (Viergang manuell mit Overdrive) und BW-35 (Dreigang, automatisch). Die Schaltgetriebe sind verstärkte Weiterentwicklungen der Volvo-M40/M41-Getriebe. Eine Servolenkung ist im ersten Modelljahr noch nicht erhältlich.
Äußerlich auffällig sind die Kühlluftgitterattrappen in den Nebelscheinwerfergehäusen, welche nur auf einigen Märkten, z. B. Frankreich, tatsächlich mit Nebelscheinwerfern bestückt waren. Weiterhin vorhanden waren Chromzierleisten und große, an den Türen montierte Außenspiegel auf beiden Seiten.
1970:
Nebelscheinwerfer, Automatikgurte für die vorderen Sitzplätze, Radialreifen, grün getöntes Fensterglas, Ledersitze, Ablagefach mit Zeituhr auf der Mittelkonsole und Felgenzierringe sind serienmäßig. Als Zusatzausstattung sind unter anderem eine Servolenkung und Metalliclackierung lieferbar, ebenso Kopfstützen für die Rücksitze. Alle Volvo 164 werden von nun an mit einer größeren Drehstromlichtmaschine mit 55 A ausgestattet.
1971:
Der Radstand wird bei unveränderter Außenlänge an der Hinterachse um 2 cm gestreckt (zeitgleich mit Volvo 144). Servolenkung ist nun Serienausstattung. Verbreiterung der Stahlfelgen auf 5,5 Zoll.
Erweiterung der Farbpalette.
1972:
Einführung der oben genannten Einspritzmotoren B 30E/F. Modifizierte Instrumententafel vor dem Mitteltunnel, Warnleuchte für Choke beim Vergasermodell, Automatik-Wählhebel nun auf Mitteltunnel statt als Lenkrad-Wählhebel,
Erweiterung der Farbpalette.
1973:
Diverse äußere optische Retuschen und technische Feinheiten werden umgesetzt (Chrom, Scheinwerfer/ Rücklichter, Automatikgurte, Zündschloss etc.).
Einstellung des Vergasermotor-Modells im Verlauf des Modelljahrs. Das Einspritzmodell ist werksseitig für den Einbau einer Klimaanlage vorbereitet. Seitenaufprallschutz in den Türen.
Völlig neues Armaturenbrett und neues Kombiinstrument mit Rundinstrumenten.
Veränderung der Farbpalette.
1974:
Weitere technische Veränderungen, die gleichzeitig auch in der Serie 140 vorgenommen werden. Hierzu zählen u. a. ein größerer Spülwasserbehälter mit stärkerer Pumpe für die Scheinwerferreinigungsanlage, geänderte Sitzverstellung, beheizbarer Fahrersitz, Warnleuchte für ausgefallene Scheinwerfer/ Blinker/ Rücklichter, einteilige Türen statt der zuvor geschraubten Alu-Fensterrahmen.
Einführung kräftiger Stoßstangen nach der neuen US-Norm, dadurch auf 4,87 m anwachsende Fahrzeuglänge.
Zunehmende Umstellung von Zollmaßen auf metrische Maße.
Einführung der "Top Executive" (TE)-Ausstattung mit den oben genannten Merkmalen.
1975:
Letztes Modelljahr, in dem bereits die Produktion des Nachfolgemodells Volvo 264 läuft. Nur noch Linkslenker, Lieferung nur noch in wenige Länder, für die noch keine Zulassung des neuen PRV-Motors der Serie 260 vorliegt. Einige Anpassungen an das Nachfolgemodell (Scheibenwischer, Felgen, Rücklichtgehäuse, integrierte Kopfstützen).
Der Handbremshebel sitzt auf dem Kardantunnel und nicht mehr außen am Fahrersitz.
Die Exportausführung für Kalifornien wird mit ungeregeltem Abgaskatalysator ausgestattet, nachdem dort strengere Abgasnormen eingeführt wurden, denen Volvo auf dem übrigen US-Markt schon vorher mit angepasster Motorentechnik ("F-Motoren") entsprochen hat.
| Technische Daten Volvo 164       | Technische Daten Volvo 164                                                                                 | Technische Daten Volvo 164                                                                                 | Technische Daten Volvo 164                                                                                 |
| Volvo:                           | 164 (Motor B30 A):                                                                                         | 164E (Motor B30 E):                                                                                        | 164E USA (Motor B30 F):                                                                                    |
| -------------------------------- | --- | --- | --- |
| Motor:                           | 6-Zylinder-Reihenmotor (Viertakt)                                                                          | 6-Zylinder-Reihenmotor (Viertakt)                                                                          | 6-Zylinder-Reihenmotor (Viertakt)                                                                          |
| Hubraum:                         | 2978 cm³                                                                                                   | 2978 cm³                                                                                                   | 2978 cm³                                                                                                   |
| Bohrung × Hub:                   | 88,9 × 80 mm                                                                                               | 88,9 × 80 mm                                                                                               | 88,9 × 80 mm                                                                                               |
| Leistung bei 1/min:              | 96 kW (130 PS) bei 5000                                                                                    | 118 kW (160 PS) bei 5500                                                                                   | 107 kW (145 PS) bei 5500                                                                                   |
| Max. Drehmoment bei 1/min:       | 206 Nm bei 2500                                                                                            | 231 Nm bei 2500                                                                                            | 216 Nm bei 2500                                                                                            |
| Verdichtung:                     | 9,3:1 | 10,0 :1 | 8,7 :1 |
| Gemischaufbereitung:             | 2 Horizontalvergaser Zenith-Stromberg                                                                      | Elektronische Saugrohreinspritzung Bosch D-Jetronic                                                        | Elektronische Saugrohreinspritzung Bosch D-Jetronic                                                        |
| Ventiltrieb:                     | Seitliche Nockenwelle, Antrieb über Stirnräder                                                             | Seitliche Nockenwelle, Antrieb über Stirnräder                                                             | Seitliche Nockenwelle, Antrieb über Stirnräder                                                             |
| Kühlung:                         | Wasserkühlung                                                                                              | Wasserkühlung                                                                                              | Wasserkühlung                                                                                              |
| Getriebe:                        | 4-Gang-Getriebe, Mittelschaltung a.W. Overdrive oder Borg-Warner-Dreigangautomatik Typ 35 Hinterradantrieb | 4-Gang-Getriebe, Mittelschaltung a.W. Overdrive oder Borg-Warner-Dreigangautomatik Typ 35 Hinterradantrieb | 4-Gang-Getriebe, Mittelschaltung a.W. Overdrive oder Borg-Warner-Dreigangautomatik Typ 35 Hinterradantrieb |
| Radaufhängung vorn:              | Doppelquerlenker, Schraubenfedern                                                                          | Doppelquerlenker, Schraubenfedern                                                                          | Doppelquerlenker, Schraubenfedern                                                                          |
| Radaufhängung hinten:            | Starrachse, 4 paarweise gleich lange Längslenker, Panhardstab, Schraubenfedern                             | Starrachse, 4 paarweise gleich lange Längslenker, Panhardstab, Schraubenfedern                             | Starrachse, 4 paarweise gleich lange Längslenker, Panhardstab, Schraubenfedern                             |
| Bremsen:                         | Festsattel-Scheibenbremsen rundum (E-Modelle vorne innenbelüftet), Bremskraftverstärker                    | Festsattel-Scheibenbremsen rundum (E-Modelle vorne innenbelüftet), Bremskraftverstärker                    | Festsattel-Scheibenbremsen rundum (E-Modelle vorne innenbelüftet), Bremskraftverstärker                    |
| Lenkung:                         | Kugelumlauflenkung                                                                                         | Kugelumlauflenkung                                                                                         | Kugelumlauflenkung                                                                                         |
| Karosserie:                      | Stahlblech, teilverzinkt, selbsttragend                                                                    | Stahlblech, teilverzinkt, selbsttragend                                                                    | Stahlblech, teilverzinkt, selbsttragend                                                                    |
| Spurweite vorn/hinten:           | 1350/1350 mm                                                                                               | 1350/1350 mm                                                                                               | 1350/1350 mm                                                                                               |
| Radstand:                        | 2700 (2720 mm ab Modelljahr 1971)                                                                          | 2700 (2720 mm ab Modelljahr 1971)                                                                          | 2700 (2720 mm ab Modelljahr 1971)                                                                          |
| Abmessungen:                     | 4705 × 1735 × 1440 mm (Länge 4870 mm ab Modelljahr 1974)                                                   | 4705 × 1735 × 1440 mm (Länge 4870 mm ab Modelljahr 1974)                                                   | 4705 × 1735 × 1440 mm (Länge 4870 mm ab Modelljahr 1974)                                                   |
| Leergewicht:                     | 1290–1380 kg                                                                                               | 1290–1380 kg                                                                                               | 1290–1380 kg                                                                                               |
| Höchstgeschwindigkeit:           | ca. 170–178 km/h                                                                                           | ca. 188–193 km/h                                                                                           | |
| 0–100 km/h:                      | 8,7 Sekunden                                                                                               | 8,7 Sekunden                                                                                               | 8,7 Sekunden                                                                                               |
| Verbrauch (Liter/100 Kilometer): | 12–15 S | 12–16 S | 12–16 S |
| Preise                           | 15.300 DM (1969) 18.500–20,900 SFr (1969)                                                                  | 22.600–23.690 DM (1973) 24.700–26.400 SFr (1973)                                                           | US-$ 3.995                                                                                                 |